# Zachodnia obwodnica Gorzowa Wielkopolskiego

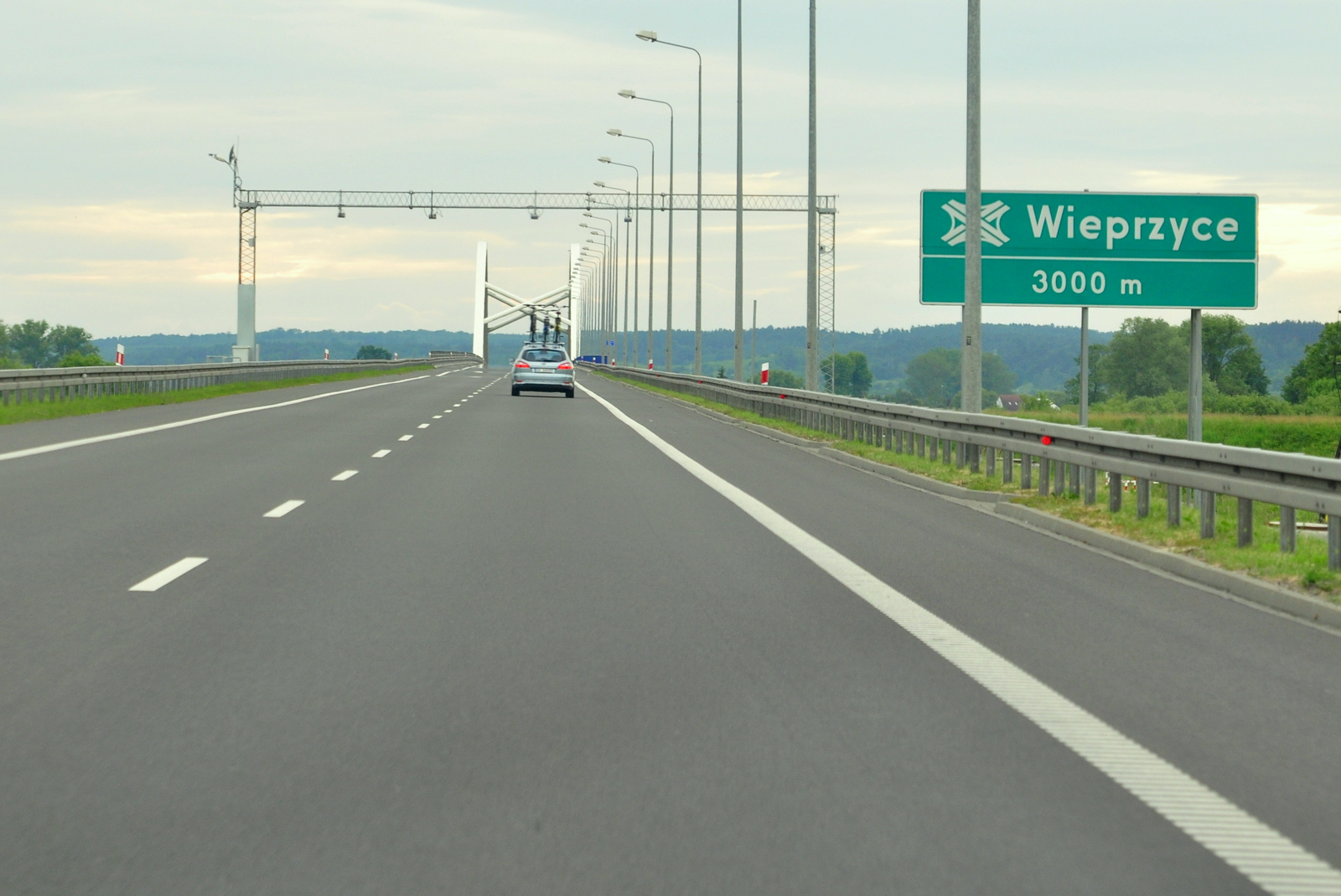
Most na Warcie w ciągu obwodnicy.

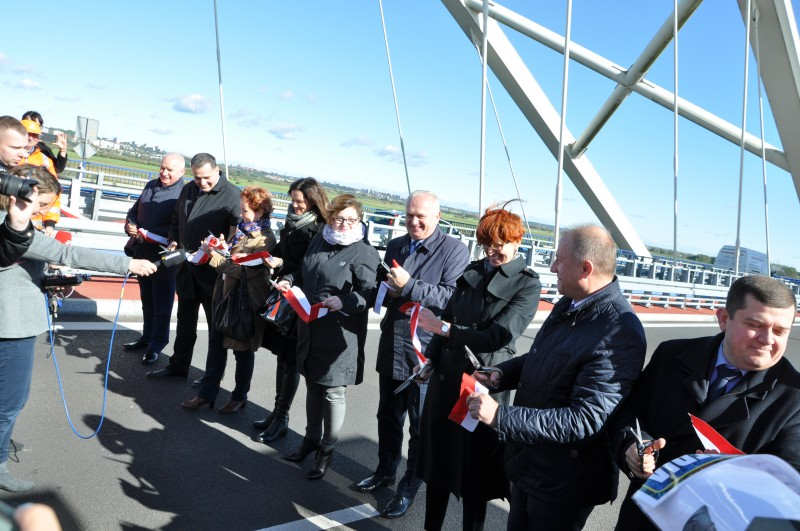
Oficjalne otwarcie rozbudowanej obwodnicy, 9 października 2017

Zachodnia obwodnica Gorzowa Wielkopolskiego – dwujezdniowa trasa, zlokalizowana w ciągu drogi ekspresowej S3 i tym samym trasy europejskiej E65, obiegająca od strony zachodniej i południowej miasto Gorzów Wielkopolski (obwodnica pozamiejska), posiadająca trzy węzły drogowe: Gorzów Wielkopolski Północ, Gorzów Wielkopolski Zachód, Gorzów Wielkopolski Południe. Otwarcie drugiej jezdni nastąpiło 9 października 2017.

## Przebieg drogi
W ciągu obwodnicy zlokalizowane są trzy węzły drogowe (od północy): 
- Gorzów Wielkopolski Północ (dawniej Małyszyn) – na przecięciu z drogą wojewódzką nr 130, umożliwiający wjazd i wyjazd w obydwu kierunkach;
- Gorzów Wielkopolski Zachód (dawniej Wieprzyce) – na przecięciu z drogą wojewódzką nr 132, umożliwiający wjazd i wyjazd w obydwu kierunkach;
- Gorzów Wielkopolski Południe (dawniej Zakanale) – na przecięciu z droga krajową nr 22, umożliwiający wjazd i wyjazd w obydwu kierunkach.

## Historia
Pierwszy odcinek wschodniej jezdni zachodniej obwodnicy Gorzowa Wlkp. wraz z węzłem drogowym Zakanale oddano do użytku 25 października 2003. Inwestorem jego budowy było miasto Gorzów Wlkp., a wykonawcą firma Berger Bau. Umowę z wykonawcą podpisano 23 sierpnia 2001. Akt erekcyjny został podpisany 20 września 2001 przez członka zarządu Berger Bau Manfreda Weissa i prezydenta miasta Tadeusza Jędrzejczaka. Fragment posiadał długość 2,38 km i zlokalizowany był pomiędzy węzłem Zakanale, a tymczasowym rondem na skrzyżowaniu z ul. Sulęcińską (nazwanym Rondem Zielonogórskim i rozebranym w trakcie budowy odcinka S3 z Gorzowa Wlkp. do Międzyrzecza). 30 grudnia 2003, podczas XXII sesji Rady Miasta, całemu odcinkowi obwodnicy w granicach administracyjnych Gorzowa Wlkp. nadano nazwę Trasa Zgody (rozważana była też nazwa Trasa Zjednoczonej Europy, ale nie zyskała ona akceptacji).
Pomiędzy 11 kwietnia 2005 a 27 listopada 2007 konsorcjum Strabag-Kirchner wybudowało na zlecenie zielonogórskiego oddziału GDDKiA dalszą część obwodnicy wraz z dwoma węzłami: Wieprzyce i Małyszyn. Odcinek liczył 9,5 km i został oddany do użytkowania z blisko dwumiesięcznym opóźnieniem, spowodowanym dużą liczbą usterek.
30 września 2014 podpisano umowę na budowę zachodniej jezdni obwodnicy z firmą Dragados SA. Przebudowa blisko 12 kilometrowego odcinka kosztowała ponad 289 mln zł. Wykonawca inwestycji zadeklarował przejezdność i udostępnienie obydwu jezdni kierowcom do końca czerwca 2017, natomiast całość prac miała zostać wykonana do października 2017.